# Hans Amerikanerinde
Hans Amerikanerinde er en amerikansk stumfilm fra 1922 af Sam Wood.

## Medvirkende
- Gloria Swanson som Natalie Chester
- Antonio Moreno som Manuel La Tessa
- Josef Swickard som Don Fernando DeContas
- Eric Mayne som Carlos DeGrossa
- Gino Corrado som Pedro DeGrossa
- Edythe Chapman som Donna Isabella La Tassa
- Aileen Pringle som Hortensia deVereta